# Blair McClenachan

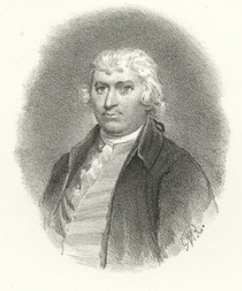
Blair McClenachan

Blair McClenachan (* um 1751 in Irland; † 8. Mai 1812 in Philadelphia, Pennsylvania) war ein US-amerikanischer Politiker. Zwischen 1797 und 1799 vertrat er den Bundesstaat Pennsylvania im US-Repräsentantenhaus.

## Leben
Noch in seiner Jugend kam Blair McClenachan aus seiner irischen Heimat nach Philadelphia. Später arbeitete er dort im Handel, Versand und im Bankgewerbe. Während des Unabhängigkeitskrieges diente er in einer Kavallerieeinheit aus Philadelphia, die er selbst mit aufgestellt hatte. McClenachan unterstützte sowohl die Kontinentalarmee als auch den Kontinentalkongress mit finanziellen Mitteln. In den Jahren 1790 bis 1795 war er Abgeordneter im Repräsentantenhaus von Pennsylvania. Ende der 1790er Jahre schloss er sich der von Thomas Jefferson gegründeten Demokratisch-Republikanischen Partei an.
Bei den Kongresswahlen des Jahres 1796 wurde McClenachan im zweiten Wahlbezirk von Pennsylvania in das damals noch in Philadelphia tagende US-Repräsentantenhaus gewählt, wo er am 4. März 1797 die Nachfolge von Frederick Muhlenberg antrat. Bis zum 3. März 1799 konnte er eine Legislaturperiode im Kongress absolvieren. Nach seiner Zeit im US-Repräsentantenhaus ist Blair McClenachan politisch nicht mehr in Erscheinung getreten. Er starb am 8. Mai 1812 in Philadelphia, wo er auch beigesetzt wurde.